# 準急列車

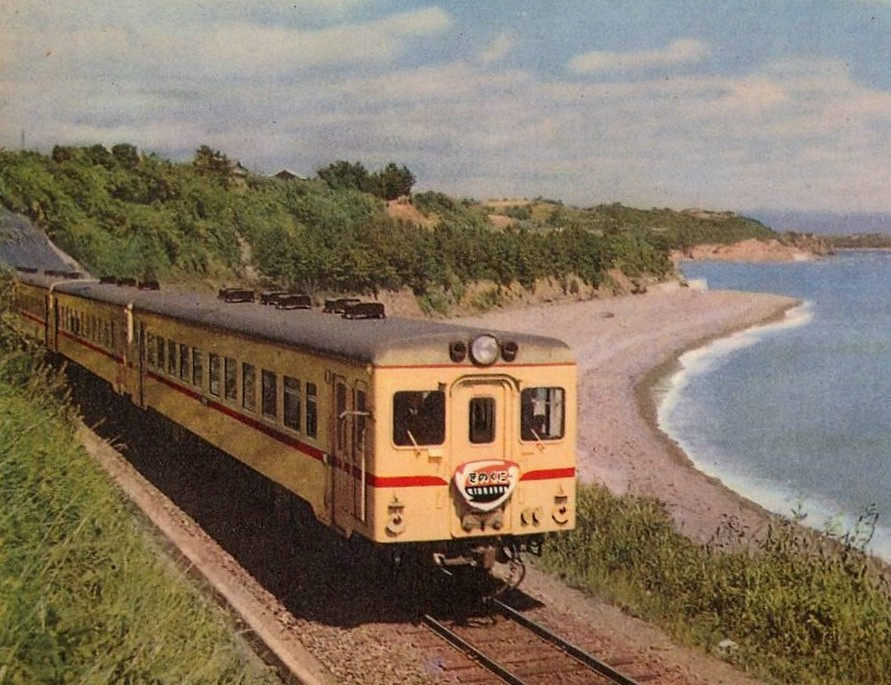
日本國鐵KiHa55系柴油列車行走準急「紀國」（1960年）

準急列車（日语：／）是一種停車站比急行列車多但比普通列車少的日本列車類別。長寫為準急行列車（日语：／），簡稱為準急（日语：／）。
通常「準急列車」英文為，簡稱，部分鐵路公司會以標記。
此條目將會記述以下內容。
- 曾經設日本國有鐵道（國鐵）營運的準急列車，為其中一種優等列車（日语：優等列車）（長距離列車）。
- 於私鐵線內為特急列車，該列車駛進在國鐵線內時會變成「特別準急」。
- 曾經於阪和線內行駛的日本國鐵「準急電車」
- 現時於私鐵上行走的準急列車，乘坐這些列車不需要額外費用。
- 在鐵路以外，於日本行走的準急。

## 日本國有鐵道
國鐵在戰前和戰後一段時期曾經設有準急列車。在戰前的準急列車方面，乘客只需支付車費便可乘車，但是在戰後開始收取準急費用，兩者性質不同。

### 戰前的準急列車
在1926年（大正15年）9月，首先於東海道本線東京站至名古屋站，名古屋站至神戶站之間開設「準急」列車班次。當時的準急列車提供了行走較長距離，不需要像急行列車一樣支付額外費用，列車行走速度比「急行列車」慢一點的班次，相當於現時的快速列車。因此，「準急」可以說是現時快速列車於當時的稱呼，但是部分地區將同樣的列車稱呼作「快速列車」或「快速度列車」。
後來，不單是開設長距離列車，也開設了短距離列車。在戰前黃金時期的1934年（昭和9年）12月修正中，設有以下比較有特徴性的準急列車行走：
- 221、224列車 （東海道本線）行走於東京站至沼津站之間。
  - 為了運送遊客前往箱根、伊豆方向而設的列車。由於與小田急線等其他公司進行競爭，因此在該區間中的速度比急行列車為快，速度媲美特急列車（參見特急「踊子」的歷史）。
- 442、447列車 （途經山陽本線、東海道本線、草津線、關西本線和參宮線）行走於姬路站至鳥羽站之間。
  - 為了運送從關西圈前往伊勢神宮的參拝客而設的列車。由於與在1931年（昭和6年）啟用的參宮急行電鐵（參急，現時：近鐵）進行競爭，因此此列車的行走速度也較高（在東海道本線內的速度媲美超特急「燕」號列車）。此列車連結簡單的餐車（參見與近鐵競爭的國鐵、JR線之優等列車）。
- 801、802列車 （東北本線和日光線，於冬季暫停服務）行走於上野站至日光站之間。
  - 為了運送遊客前往國際性觀光景點「日光」。由於與東武鐵道日光線進行競爭，因此列車行走速度較高（在東北本線內，速度媲美急行列車）。在上野站至日光站之間的行車時間只需2.5小時。此列車連結了餐車（參見國鐵·JR日光線之優等列車）。
- 101、102列車 （東北本線）行走於上野站至青森站之間。
  - 其中一架連接北海道的列車，連結了二等臥鋪車廂（日语：A寝台）和餐車。

在翌年1935年（昭和10年）12月，開設了行走於關西本線湊町站（現時：JR難波）至名古屋站之間的準急列車，整段行車時間為3小時1分鐘。該列車的後繼急行「春日」於2006年廢除前，名古屋站至奈良站之間的行車時間為約2小時10分鐘，把該時間加上行走於天王寺站至奈良站的快速列車所需時間，可發現在70年來，該區間的行車速度相差不大。
而鐵道省在經歷關東大震災、昭和金融恐慌和經濟大恐慌等影響下，使陷入了嚴重的經濟衰退，使有著減少乘車人次的困擾。鐵道省為了提升列車的形象和吸引人們乘坐鐵路服務，便於旺季開設了前往觀光景點的臨時準急列車。當時，只有特急列車才設有正式的列車名稱，但是在地方局內也為這些準急列車加設名稱，以下是一些「準急列車」代表：
- 漣（日语：／）、潮（日语：／） （前者途經房總西線，即後來的內房線。後者途經房總東線，即後來的外房線。只於夏季行走）行走於兩國站至安房鴨川站之間。
  - 為了運送從東京前往房總半島的海灘客而設的列車。在繁忙時期，每日設有4至5個往返班次。
- 高嶺（日语：／） （中央本線和富士山麓電鐵大月線。只於夏季行走）行走於新宿站至富士吉田站（現時：富士山站）之間。
  - 為了登上富士山的登山客而設的列車。列車會駛入富士山麓電鐵（現時：富士急行）。在最繁忙時期，每日設有4班列車。
- 黑潮號（日语：／） （南海本線、阪和電鐵本線（日语：阪和電気鉄道#保有路線）（現時：阪和線）和紀勢西線（現時：紀勢本線）。下行班次於星期六出發，上行班次設星期日出發）行走於難波站、阪和天王寺站（現時：天王寺站）至白濱口站（現時：白濱站）之間。
  - 為了運送從關西前往南紀白濱溫泉的遊客而設的列車。在大阪至和歌山之間，南海鐵道（現時：南海電氣鐵道）和阪和電氣鐵道（日语：阪和電気鉄道）（JR阪和線於當時的鐵路公司）兩間私鐵正在競爭，而國鐵卻設有直通班次駛入兩條路線內。列車會從兩條路線的匯合處東和歌山站（現時：和歌山站），把車輛解結併。

但是這些列車在1937年（昭和12年）的中國抗日戰爭爆發後，在當時的戰時體制下，於同年12月15日廢除。

### 戰後的準急列車
在戰後的1946年（昭和21年）11月，再次以「準急」的名義，開設了行走於上野站至金澤站之間和上野站至秋田站之間的列車。開設「準急」的原因是沒有包夠的設備和車輛以行走「急行」班次。另外於當時起加設了「準急費用」，把「準急」定性為「優等列車」。可是由於當時的運輸情況還未安定，於翌年1947年（昭和22年）1月至6月期間，由於煤炭和車輛狀況惡化而一度取消。在6月起再設在中央本線、日豐本線、山陰本線、予讚本線和土讚本線等地方開設「準急」。
後來，開設「準急」的準則是一些較短距離（距離不足300公里）班次，目的是輔助急行列車之服務。於昭和30年代，卻有以下「準急」列車的身份凌駕於「急行」列車之上：
- 春日 （關西本線）行走於名古屋站至湊町站之間。
  - 在1949年（昭和24年）9月，關西本線開設3個往返班次的準急列車。當中1個往返班次於1955年（昭和30年）7月起使用日本首架柴油列車行走準急列車班次。以KiHa50（日语：国鉄キハ10系気動車）形式2輛，加上KiHa17形式及KiRoHa18（日语：国鉄キハ10系気動車）形式各1輛組成4卡編成，該編成設有2個發動機。在翌年7月起，KiHa51（日语：国鉄キハ10系気動車）形式（量產形）也投入服務，該列車搭載了兩架KiHa17系，設有2個發動機，同時把所有其餘班次均更換為柴油列車。後來把剩餘的KiHa50（日语：国鉄キハ10系気動車）形式轉向沼津機關區，在御殿場線上使用。截至1956年（昭和31年）11月，東海道本線的特急列車行走於名古屋站至大阪站之間所需時間為2小時30分鐘至35分鐘，急行則為3小時至3小時15分鐘。此準急列車的行車時間只需2小時47分鐘至3小時便。在當時的近畿日本鐵道（近鐵）中，由於大阪線和名古屋線的軌距相異，乘客需要在伊勢中川站轉乘，因此此準急列車成為了名阪之間最好的一個鐵路服務。在1958年（昭和33年）11月，此準急列車命名為「春日」。在1966年（昭和41年）3月升級為急行列車（參見近鐵與國鐵、JR線優等列車之競爭）。
- 日光 （東北本線、日光線）行走於上野站至日光站之間。
  - 在1956年（昭和31年）10月，與戰前同樣，該準急列車與東武鐵道進行競爭。當時開始使用了與客車列車同一水平的KiHa55系柴油列車（日语：国鉄キハ55系気動車）。當初，上野站至日光站之間的行車時間為2小時。由於東武鐵道優等列車的出發車站是淺草站，國鐵於上野站出發會更方便乘客乘搭，加上由於車費較平宜，東武鐵道被造成很大傷害。翌年1957年（昭和32年）10月，列車改從東京站出發，進一步方便乘客。在1959年（昭和34年）9月，隨著宇都宮至日光之間電氣化工程完成，「日光」開始改用設有特急列車設備的157系電動列車（日语：国鉄157系電車）。在1966年（昭和41年）3月升級為急行列車（參見[[日光號列車#國鐵·JR東日本日光線優等列車之演變|國鐵、JR日光線的優等列車}}）。
- 光 （鹿兒島本線、日豐本線、豐肥本線）行走於博多站、門司港站 - 小倉站 - 大分站 - 熊本站之間。
  - 在1958年（昭和33年）4月，開設了臨時急行列車，行走於博多站 - 小倉站 - 別府站之間，當時使用柴油列車（KiHa55形（日语：国鉄キハ55系気動車））行走。同年8月，運輸區間擴大至博多站、門司港站 - 小倉站 - 大分站 - 熊本站之間，並變成定期準急列車。雖然該列車為準急列車，但是由於使用柴油列車行駛，在小倉站至大分站之間之行車時間只需要約2小時9分。相對於後來「3・6・10（日语：サンロクトオ）」1961年（昭和36年）10月時間表修正起，急行列車「日向」、「高千穗」於該區間的行車時間為約2小時50分為慢。在1962年（昭和37年）10月，「光」升級至急行列車。在2年後，「光」這個愛稱便用於東海道新幹線中，較快速的班次中。而原本的「光」便改名為「向日葵」和「草千里」。

#### 急行降級為準急
另外，有一些例子是急行列車於部分區間變為「準急列車」。在這個情況下，若只乘坐急行區間，則只需支付急行費用，若只乘坐準急區間，則只需支付準急費用，若跨越兩個區間乘坐，便需要支付整個乘車區間營運距離的急行費用。
首個急行降級準急例子是在1949年，當時的急行3、4列車行走於函館站至釧路站之間。在函館站至札幌站之間為急行列車，在札幌站至釧路站之間為準急列車。後來該列車於1950年起，整個區間變為急行。在1951年加設列車愛稱「毬藻」。
在函館本線行走的急行列車「相思樹」中，當初急行列車的行走區間為函館站至札幌站之間。後來行走區間延長至旭川站之際，由於需要承襲行走於小樽站至旭川站之間的準急列車「石狩」之時間表。因此以小樽站作為邊界，函館站至小樽站之間繼續為急行列車，小樽站至旭川站之間變為準急列車。因此，在函館站至旭川站之間，乘越小樽站的乘客需要購入「急行·準急券」。
另外，這個降級情況很多時會出現在直通至支線的急行列車中。例如，於中央本線行走的急行「天龍」中，於中央本線內（新宿至辰野之間）為急行列車，於飯田線內（辰野至天龍峽之間）則為準急列車。此外，急行「白馬」在中央本線、篠之井線內（新宿至松本之間）為急行列車，於大糸線內（松本至信濃森上之間）則為準急列車。

#### 車輛
準急列車所使用的車輛都是舊款客車，也會使用一些準急形車輛，例如153系電動列車、157系電動列車和KiHa55系柴油列車。新製造的新性能電動列車和柴油列車由於行走於急行班次中，因此會被稱為急行形車輛。有一些車款在製造時已經被稱為急行形車輛，例如KiHa58系柴油列車等。在有些情況下，準急列車會使用KiHa10系柴油列車、KiHa20系柴油列車或80系電動列車等一般形車輛。

### 準急列車之廢除
在1966年（昭和41年）3月，準急行券的販賣限制在營業距離100公里以內，同時準急費用與急行費用相同。此外，準急行券可乘坐急行列車（只限乘坐距離於100公里以下），而急行券也可使用準急列車。因此行走超越100公里的準急準急均升級為急行列車。
在1968年（昭和43年）10月的「4・3・10」時間表修正中，便剩下所有準急列車均升級為急行列車，自此國鐵便沒有準急列車，取消了這個類別。曾經國鐵許多準急列車發展至JR時代已經變成特急列車。

## 特別準急

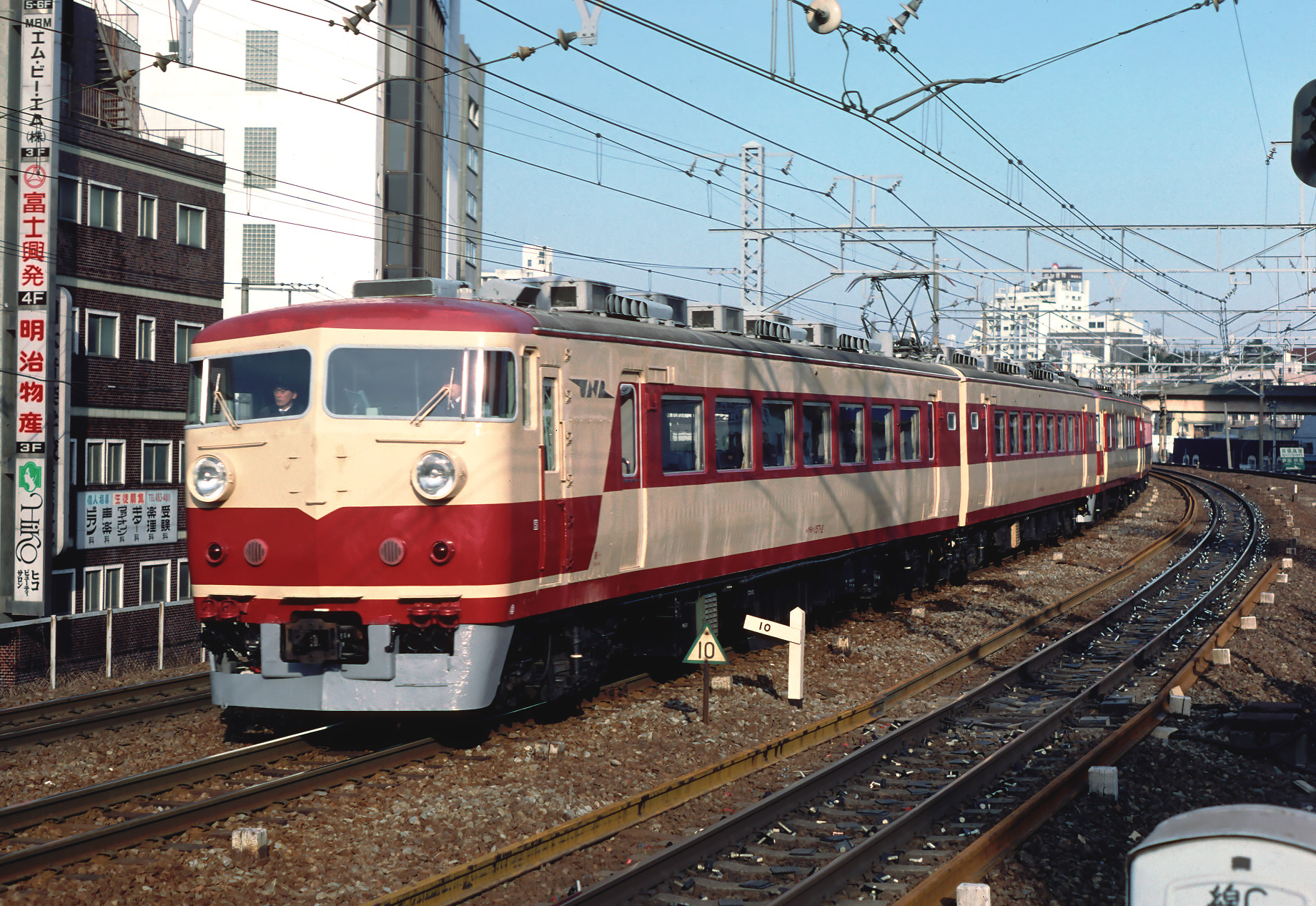
157系

列車類別為特別準急
曾經有一個列車類別名為「特別準急」。該個類別在駛入國鐵區間時會變成準急列車，駛入私鐵線內為會變成特急列車。曾經有以下鐵路公司和路線使用該類別。
- 小田急電鐵小田原線:「銀嶺」、「芙蓉」、「朝霧」、「長尾」（日语：／、日语：／）

與特別準急相似運行形態的列車
曾經名古屋鐵道和南海電氣鐵道也有相似情況，上述兩間公司於自己的路線中會被視為「特急」列車，駛入至國鐵時會變成準急列車，這些列車需要額外支付準急費用，並且使用柴油列車行走。但是與小田急的情況相異，於名古屋鐵道的旅客資訊中，該列車被稱為「座位指定特急」，南海則稱為「特急」。
列車類別以外的用法
國鐵準急中，有一些人會稱157系電動列車為「特別準急」。詳情參見日本國鐵157系電動列車。

## 國鐵的「準急電車」
在國鐵中，曾經有一段時期於阪和線上設有不需要準急費用的準急電車班次。
為了與需要支付準急費用的「準急列車」作區別，於阪和線中不需要準急費用的準急被稱為「準急電車」。車輛使用現時相當於近郊形電動列車或通勤形電動列車。班次相當於現時的「區間快速」。詳情參見阪和線。

## 私鐵、地下鐵

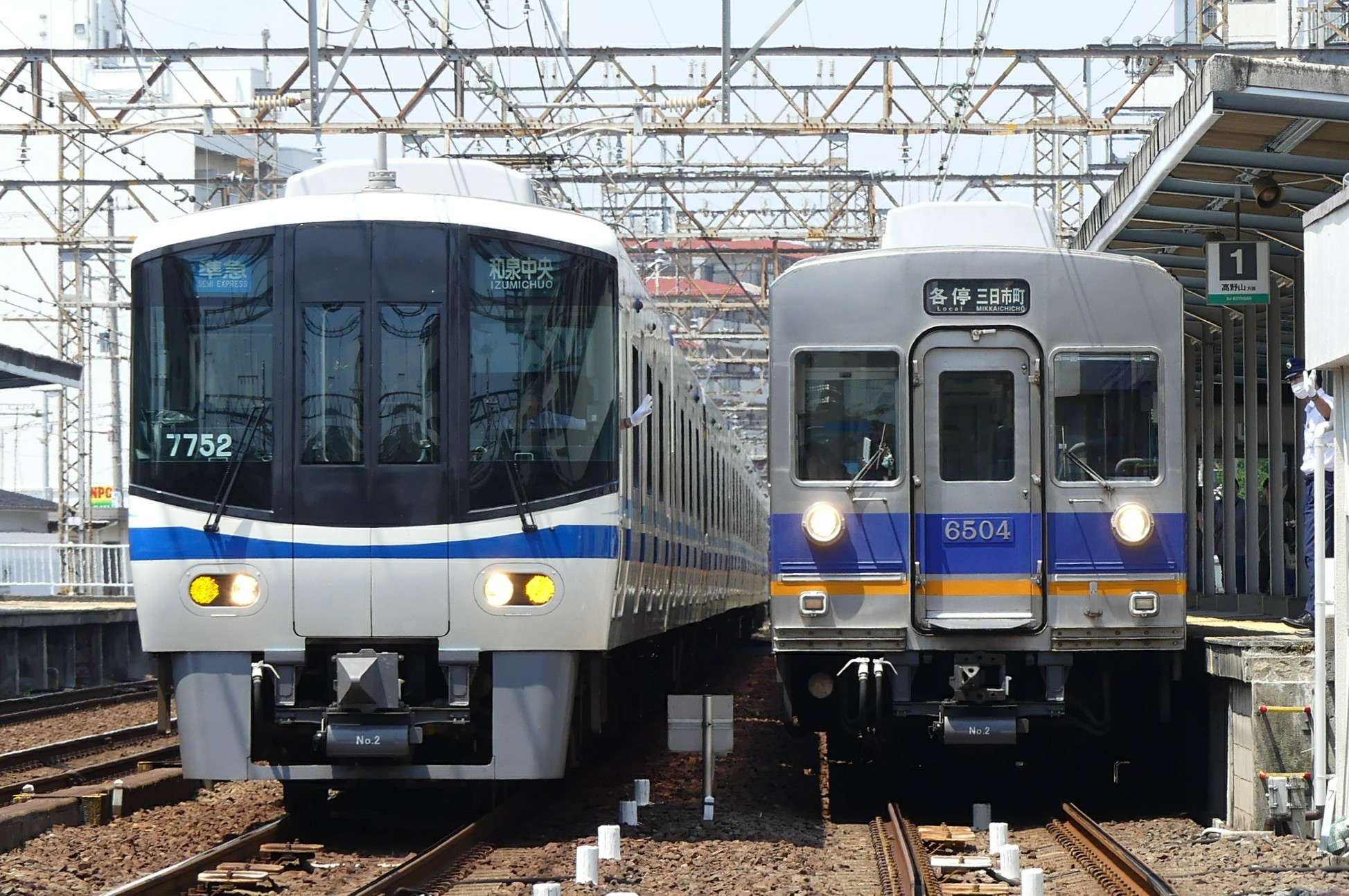
私鐵「準急」的例子（在南海高野線上，直通至泉北高速鐵道的準急追越各站停車）

截至2022年，部分私鐵和地下鐵路線設有準急類別。另外，也有一些鐵路公司開設「準急」的衍生類別。
在各間鐵路公司開設的準急列車都各有相異，但是也有共通點，例如「準急列車」是一個不需要額外費用的優等列車，原則上設有通過較多車站。關於需要額外收費的準急列車中（相當於國鐵時代的準急列車），截至2015年只有津輕鐵道開設相關班次，在毎年12月1日至3月31日開設的火爐列車為「準急列車」。
在私鐵中，較多西日本的鐵路公司開設「準急列車」。在關西的大手私鐵中，截至2022年，共有5間公司設有準急列車。在關東的大手私鐵中，較多公司已經取消準急列車，或者根本沒有開設準急列車。
與特急或部分急行相異，私鐵的準急列車沒有專用車輛，基本上使用一般車輛（大手私鐵會使用通勤形車輛）行走。另外，上述提及的津輕鐵道火爐列車中，會使用客車行走。
大部分私鐵準急列車，在都市區間都是與急行列車一樣，是一個較快捷的類別，停靠車站的數目都是一樣（或者多一點點），而到達郊外區間則變成各站停車。當中這個停車站規律也會被部分鐵路公司定義為區間急行類別。此外，有一些鐵路公司定義「準急列車」是於整個區間設有通過站，但是停車站數目比急行較多，而同時該公司的「區間急行」被定義為通過運輸區間較短的列車類別。

### 準急運行形態的例子
在東武鐵道中，本線和東上線的性質有所不同。在本線中，準急列車主要在早上繁忙時間行走，這些班次直通至東京地下鐵半藏門線。以新越谷站作為邊界，於都市一方與急行停靠相同停車站，在郊外一方各站停車，以確保中距離乘客可快捷地到達於郊外各個車站。在本線中，設有準急的衍生類別「區間準急」，該類別只在東武自家路線中行走，在北千住站至淺草站之間各站停車，隨後停靠與準急相同的停車站。原本於本線的中距離列車行走在伊勢崎線、日光線、宇都宮線全線，在東武動物公園站至北千住站之間通過運輸，在此區間以外各站停車，該班次在本線免費優等列車中擁有最長歷史。後來該列車於2006年3月18日時間表修正中改名為區間急行。現時準急通過的區間是北千住站至曳舟站之間，但是在東武動物公園站至越谷站之間卻各站停車，現時準急的準則有分岐。另一方面在東上線中，準急在成增站至池袋站之間不停站，在成增站起各站停車，以補充於郊外各站停車的班次。
在小田急電鐵小田原線的「準急」中，於2018年3月16日前以登戶站作為邊界，往都市（新宿）一方與急行停靠相同停車站，往郊外（小田原）一方則為各站停車。同時設有「區間急行」類別（在2018年3月17日以前，「區間急行」會停靠急行通過車站千歲船橋站、祖師谷大藏站和狛江站）。往都市一方（直通至東京地下鐵千代田線和常磐緩行線，在2018年3月16日前則為前往新宿站）的班次中，登戶站以西區間（新百合丘站、町田站等）的車內會廣播「登戶前各站停車」，而實際上，在登戶站1個站前的向丘遊園站已經開始急行運輸。於登戶站起往都市（新宿）的路軌變成四線鐵路，因此於2018年3月16日前列車行走急行線，2018年3月17日起行走緩行線並繼續進行通過運輸（反方向，往郊外（小田原）一方的列車會從登戶站起各站停車，車內廣播會被更換）。在2014年時間表修正至2018年3月16日前，平日早上設有1班「準急」下行列車駛入多摩線（新百合丘站至唐木田站），該班次從新宿站前往唐木田站。
在東急電鐵田園都市線的「準急」中，與一般私鐵的準急相異，列車於郊外一方的中央林間站至長津田站之間，以及於都市一方的澀谷站至二子玉川站之間（以及直通運輸區間（即是東京地下鐵半藏門線）內）各站停車。在2019年前，只有在都市一方的區間各站停車。「準急」是在2007年新設的列車類別，當時只於平日早上繁忙時間行走，開設該「準急」是由於在早上繁忙時間，於二子玉川站至澀谷站之間只有各站停車的車站中，中間的櫻新町站由於需要待避急行通過，使停靠中的列車增加擁堵率和發生列車誤點的情況，因此便開設了「準急」列車，於這個區間各站停車，以輕減擁堵率，也抑制了誤點的情況。
在阪急電鐵京都線中，於2001年前設有行走從茨木市站出發（星期六則從高槻市站出發）前往梅田站。在淡路站前，該列車與急行列車（現時：快速急行）停靠相同停車站，在淡路站起各站停車。
在阪神電氣鐵道中，阪神難波線設有準急列車類別，該列車由於從近鐵奈良線內一直都是準急，當到達大阪難波站後繼續直通至阪神難波線。在阪神難波線內的準急列車為各站停車。在2009年3月19日前，本線也設有準急列車，該列車設有通過車站。在本線的準急中，由於繁忙時間各站停車專用車輛不足，而部分車站的月台只可容納4卡車廂，因此開設目的是「主要在繁忙時間行走，以6卡編成的急行用車輛行走班次以輔助普通班次之列車」。於前述提及，由於部分車站月台長度有限，以及需要配合高加減速性能的各站停車專用車輛，部分車站被會被通過，但是沒有連續通過2個車站的情況。
在名古屋鐵道中，各個路線的「準急」都是相異。在犬山線和瀨戶線中，會與其他私鐵的「準急」準則差不多，於都市部分停靠急行停車站，郊外部分各站停車。當於其他路線，名古屋本線的準急多於急行8個停車站，常滑線則多於2個。在豐川線、河和線、機場線、津島線（只有上行班次）和尾西線（佐屋站至須口站之間只有上行班次）均設有準急班次，但是於線內停車站與急行相同。
在京阪電氣鐵道中，與其他私鐵的「準急」相異。「準急」是在「區間急行」之上，「急行」之下位置。因此，京阪的準急英文名稱與其他私鐵準急的英文名稱相異。區間急行使用了，而準急則使用了。

### 「準急」列表
- 在表中的「衍生類別」只限準急的衍生類別。有關特急、急行等其他類別之衍生類別參見各個路線條目。
- 地下鐵路線分開列表處理。
- 標記「×」即代表曾經設有準急或其衍生類別。

| 鐵路公司    | 行走路線      | 行走路線 | 衍生類別 | 備註                    |
| 鐵路公司    | 設有通過站    | 各站停車 | 衍生類別 | 備註                    |
| ----------- | ------------- | -------- | -------- | ----------------------- |
| ×定山溪鐵道 | ×定山溪鐵道線 |          |          | 路線於1964年10月1日廢除 |
| 津輕鐵道    | 津輕鐵道線    |          |          |                         |

| 鐵路公司      | 行走路線      | 行走路線                        | 衍生類別                                       | 備註 |
| 鐵路公司      | 設有通過站    | 各站停車                        | 衍生類別                                       | 備註 |
| ------------- | ------------- | ------------------------------- | ---------------------------------------------- | --- |
| ×上信電鐵     | ×上信線       |                                 |                                                | 1996年10月1日廢除 |
| ×秩父鐵道     | ×秩父本線     |                                 |                                                | 1990年代前行走 |
| 西武鐵道      | 新宿線        | 拜島線                          |                                                | |
| 西武鐵道      | 池袋線        | 西武有樂町線 狹山線 ×西武秩父線 | 通勤準急 ×區間準急                             | |
| 東武鐵道      | 伊勢崎線      | 日光線 ×宇都宮線                | 區間準急 ×準急A ×準急B                         | 現時的準急是源自2006年3月18日前為直通至半藏門線直通的「區間準急」。在2006年3月17日以前，現時的「區間急行」當時名為「準急」。 |
| 東武鐵道      | 東上本線      |                                 |                                                | |
| ×京成電鐵     | ×本線 ×押上線 |                                 | ×通勤準急                                      | 1968年11月9日廢除 |
| ×京王電鐵     | ×京王線       |                                 | ×通勤準急                                      | 1963年10月1日廢除 |
| 東急電鐵      | 田園都市線    |                                 |                                                | |
| ×京急電鐵     | ×本線         |                                 |                                                | 1954年7月6日廢除 |
| ×相模鐵道     | ×本線         |                                 |                                                | 在駛入小田急線本厚木站的1964年11月5日廢除。                                                                                  |
| 小田急電鐵    | 小田原線      | ×江之島線 ×多摩線               | ×特別準急 ×快速準急 通勤準急 ×櫻準急 ×区間準急 | 江之島線的準急於2002年3月22日廢除 多摩線的準急於2018年3月16日廢除                                                            |
| ×箱根登山鐵道 |               | ×鐵道線                         |                                                | 2008年3月廢除 |

| 鐵路公司      | 行走路線 | 行走路線             | 衍生類別 | 備註 |
| 鐵路公司      | 設有通過站 | 各站停車             | 衍生類別 | 備註 |
| ------------- | --- | -------------------- | -------- | --- |
| 名古屋鐵道    | 名古屋本線 ×竹鼻線 犬山線 ×一宮線 ×廣見線 ×八百津線 ×各務原線 ×小牧線 常滑線 河和線 津島線 ×西尾線 ×蒲郡線 ×三河線 | 豐川線 機場線 尾西線 |          | 一宮線的準急班次在1959年4月1日廢除 竹鼻線的準急班次於1970年12月25日廢除 三河線的準急班次於1971年12月27日修正至1974年9月17日修正之間提供服務 廣見線的準急在1971年12月27日修正至1974年9月17日修正之間提供服務 蒲郡線的準急班次在1974年9月17日修正之後廢除（截至1974年9月17日，準急於線內各站停車） 小牧線的準急班次在1975年9月16日廢除 八百津線的準急班次在1977年3月20日廢除 各務原線的準急班次在2011年3月26日廢除 西尾線的準急班次在2019年3月16日廢除 |
| 名古屋鐵道    | 瀨戶線 |                      |          | |
| 近畿日本鐵道  | 名古屋線 ×山田線 ×志摩線 ×湯之山線                                                                                 | ×鈴鹿線 ×鳥羽線      |          | 志摩線的準急班次於1969年12月10日廢除 湯之山線的準急班次於1971年12月8日廢除 山田線、鳥羽線、鈴鹿線的準急班次於1983年3月18日廢除 |
| ×三重電氣鐵道 | ×湯之山線 |                      |          | 在1964年3月23日起，該路線合併至近畿日本鐵道，合併繼續設有準急班次 |
| ×伊勢電氣鐵道 | ×本線 |                      |          | 與參宮急行電鐵合併後繼續設有準急班次 |

| 鐵路公司      | 行走路線   | 行走路線 | 衍生類別      | 備註                                                               |
| 鐵路公司      | 設有通過站 | 各站停車 | 衍生類別      | 備註                                                               |
| ------------- | ---------- | -------- | ------------- | ------------------------------------------------------------------ |
| ×新潟交通     | ×電車線    |          |               | 在1971年以後被廢除                                                 |
| ×越後交通     | ×栃尾線    |          |               | 在1967年6月20日被廢除                                              |
| ×富山地方鐵道 | ×本線      |          |               | 在1982年冬季時間表中曾經設有準急班次                               |
| ×北陸鐵道     | ×石川線    |          | ×準急A ×準急B | 在2006年11月30日被廢除                                             |
| ×北陸鐵道     | ×淺野川線  |          |               | 在1970年被廢除                                                     |
| ×北陸鐵道     | ×山中線    |          |               | 在1969年被廢除                                                     |
| ×福井鐵道     | ×福武線    | ×鯖浦線  |               | 鯖浦線的準急班次於1972年廢除 福武線的準急班次於2004年10月1日廢除。 |

| 鐵路公司      | 行走路線        | 行走路線                 | 衍生類別     | 備註 |
| 鐵路公司      | 設有通過站      | 各站停車                 | 衍生類別     | 備註 |
| ------------- | --------------- | ------------------------ | ------------ | --- |
| 近畿日本鉄道  | 大阪線          | 信貴線                   | 區間準急     | 信貴線的準急班次於1967年12月20日被廢除                                                                     |
| 近畿日本鉄道  | 奈良線          | 難波線                   | 區間準急     | |
| 近畿日本鉄道  | 京都線          | ×橿原線 ×天理線          |              | 橿原線、天理線的準急班次於1972年11月7日廢除                                                                |
| 近畿日本鉄道  | 南大阪線        | 吉野線 御所線 長野線     |              | |
| ×奈良電氣鐵道 | ×奈良電氣鐵道線 |                          |              | 在合併至近畿日本鐵道前設有準急班次，合併後繼續設有準急班次                                                 |
| 南海電氣鐵道  | 南海本線        |                          |              | |
| 南海電氣鐵道  | 高野線          |                          |              | 高野線和泉北高速鐵道線之間設有直通運輸的準急班次，並於泉北高速鐵道線內各站停車。                           |
| 泉北高速鐵道  |                 | 泉北高速鐵道線           |              | 高野線和泉北高速鐵道線之間設有直通運輸的準急班次，並於泉北高速鐵道線內各站停車。                           |
| ×阪和電氣鐵道 | ×本線           |                          |              | 1940年8月8日廢除                                                                                           |
| 京阪電氣鐵道  | 京阪本線        | 鴨東線 中之島線 ×交野線  | 通勤準急     | 交野線的準急班次於2008年10月19日廢除                                                                       |
| 京阪電氣鐵道  | ×京津線         | ×石山坂本線              |              | 石山坂本線的準急班次於1981年1月9日廢除 京津線的準急班次於1997年10月12日廢除                                |
| 阪急電鐵      | 神戶本線 今津線 |                          |              | 由於今津線走線關係，準急列車通過特急停車站西宮北口站。                                                     |
| 阪急電鐵      | 寶塚本線        | ×箕面線                  | ×通勤準急    | 箕面線的準急班次於2018年7月7日廢除                                                                         |
| 阪急電鐵      | 京都本線 千里線 |                          | （堺筋準急） | 天神橋筋六丁目方向的千里線準急被稱為「堺筋準急」                                                           |
| 阪神電氣鐵道  | ×本線           | 阪神難波線               | 區間準急     | 阪神難波線的準急只有來自近鐵奈良線的準急班次，於阪神難波線內各站停車。 本線的準急班次於2009年3月20日廢除。 |
| 神戶電鐵      | 有馬線          | 三田線 粟生線 神戸高速線 |              | |
| ×山陽電氣鐵道 | ×本線           |                          |              | 於1943年3月4日廢除                                                                                         |
| ×淡路鐵道     | ×淡路交通線     |                          |              | 於1966年10月1日廢除                                                                                        |

| 鐵路公司          | 行走路線   | 行走路線        | 衍生類別 | 備註                |
| 鐵路公司          | 設有通過站 | 各站停車        | 衍生類別 | 備註                |
| ----------------- | ---------- | --------------- | -------- | ------------------- |
| ×高松琴平電氣鐵道 | ×琴平線    |                 |          | 於1991年3月16日廢除 |
| ×土佐電氣鐵道     | ×後免線    | ×安藝線 ×伊野線 |          | 廢除日期不詳        |

| 鐵路公司                           | 行走路線   | 行走路線 | 衍生類別 | 備註                                       |
| 鐵路公司                           | 設有通過站 | 各站停車 | 衍生類別 | 備註                                       |
| ---------------------------------- | ---------- | -------- | -------- | ------------------------------------------ |
| 東京地下鐵 （東京Metro）           | ×有樂町線  |          |          | 於2010年3月6日廢除                         |
| 東京地下鐵 （東京Metro）           |            | 半藏門線 |          | 準急班次直通至東武伊勢崎線和東急田園都市線 |
| 東京地下鐵 （東京Metro）           |            | 千代田線 |          | 準急班次直通至小田急小田原線               |
| 大阪市高速電氣軌道 （Osaka Metro） |            | 堺筋線   |          | 準急班次直通至阪急京都線                   |

### 準急的衍生類別
在準急的衍生類別中。分別設有通勤類型的通勤準急，也設有比準急較少通過車站，擁有較長的各站停車區間之區間準急。另外曾經在部分日本鐵路公司中設有快速準急、準急A、準急B等衍生類別。

#### 通勤準急
| 鐵路公司     | 行走路線   | 行走路線        | 英文標示              | 備註 |
| 鐵路公司     | 設有通過站 | 各站停車        | 英文標示              | 備註 |
| ------------ | ---------- | --------------- | --------------------- | --- |
| 西武鐵道     | 池袋線     |                 | Commuter Semi Express | 該通勤準急通過準急停靠的石神井公園站。在2008年6月14日時間表修正前更通過練馬站。所有班次上行班次，只於早上繁忙時間服務，從小手指站單向前往池袋站。在同一個時段中，直通至地下鐵線的班次通常都是準急列車。準急與通勤準急列車都會在雲雀之丘站被急行和快速急行追越。曾經設有從飯能或所澤出發的上行班次，從池袋出發前往小手指或所澤的下行班次。 |
| 小田急電鐵   | 小田原線   |                 | Commuter Semi Express | 該通勤準急通過準急停靠的千歲船橋站、祖師谷大藏站和狛江站<reef name="OER_railmap"/>。曾經在1960年3月25日時間表修正中開設通勤準急列車，於1964年11月5日變為快速準急，後為由於日間的準急班次取消失了，因此消失了加上區間的意思，把該列車類別便改為準急。後來在2018年3月17日時間表修正中，於2018年3月19日再次開設通勤準急。                    |
| 京阪電氣鐵道 | 京阪本線   | 鴨東線 中之島線 | Commuter Sub-exp.     | 該通勤準急通過準急停靠的守口市站。隨著2008年10月19日時間表修正，於2008年10月20日起開設「通勤準急」。在該修正前，於準急服務時段中設有通過與停靠守口市站的班次（從前除了日間班次外均通過守口市）。在該修正中，把通過守口市站的準急獨立為「通勤準急」。                                                                                      |

| 鐵路公司   | 行走路線    | 行走路線 | 備註 |
| 鐵路公司   | 設有通過站  | 各站停車 | 備註 |
| ---------- | ----------- | -------- | --- |
| 京成電鐵   | 本線 押上線 |          | 最初使用「通勤準急」的鐵路公司（於1957年12月1日開始行走）。於1968年11月9日，與準急一同廢除。 在1964年10月1日修正中，通勤準急開始直通至淺草線。成為首個直通至地下鐵的定期優等列車。 |
| 都營地下鐵 |             | 淺草線   | 最初使用「通勤準急」的鐵路公司（於1957年12月1日開始行走）。於1968年11月9日，與準急一同廢除。 在1964年10月1日修正中，通勤準急開始直通至淺草線。成為首個直通至地下鐵的定期優等列車。 |
| 東武鐵道   | 伊勢崎線    | 日光線   | 在2006年3月17日修正起，通勤準急改名為急行，這是由於這些班次擴大至通勤時段以外。 |
| 京王電鐵   | 京王線      | 京王線   | 營運區間、停車站均不詳。 |
| 小田急電鐵 |             | 江之島線 | 1964年11月4日廢除。同日小田原線也廢除通勤準急，但是後來小田線再次開設（詳細參見上表）。 |
| 阪急電鐵   | 寶塚本線    | 箕面線   | 在1997年11月開設通勤準急。當時寶塚本線正值高架化工程。該班次使用了曾根站的待避線。 因此，平日早上部分各站停車班次改為通勤準急，與同時開設的通勤急行以千鳥式停站。減少影響豐中至十三之間各中途站 而開設通勤準急可防止急行和特急的車速減慢的列車類別。在2000年，由於高架化工程告一段落，因此與通勤急行一同廢除。 |

#### 區間準急
| 鐵路公司     | 行走路線   | 行走路線   | 英語標示              | 備註 |
| 鐵路公司     | 設有通過站 | 各站停車   | 英語標示              | 備註 |
| ------------ | ---------- | ---------- | --------------------- | --- |
| 東武鐵道     | 伊勢崎線   | 日光線     | Section Semi Express  | 最初使用「區間準急」的鐵路公司。在不同時期，設有不同時停車站和行走區間： 1. 在1997年最初登場時，列車於北千住站到發，北千住站至新越谷站之間快速運輸 2. 在2003年起，「區間準急」直通至營團（→東京Metro）半藏門線和東急田園都市線，快速運輸區間為曳舟站至新越谷站之間，也設有班次行走於北千住站至新越谷站。 3. 在2006年起，「區間準急」改於淺草站、北千住站（都是在東武線內）到發，快速運輸區間為北千住站至新越谷站之間 |
| 近畿日本鐵道 | 奈良線     | 難波線     | Suburban Semi-Express | 區間準急會直通至阪神難波線。 只於日間和深夜（星期六與假日沒有上行班次）行走。 |
| 近畿日本鐵道 | 大阪線     |            | Suburban Semi-Express | 只於日間和早上行走，只有上行班次。 |
| 阪神電氣鐵道 |            | 阪神難波線 | Suburban Semi-Express | 從近鐵奈良線區間準急直通至阪神難波線。於線內各站停車。 只於日間和深夜（星期六與假日沒有上行班次）行走。 |

| 鐵路公司   | 行走路線     | 行走路線 | 英語標示             | 備註 |
| 鐵路公司   | 設有通過車站 | 各站停車 | 英語標示             | 備註 |
| ---------- | ------------ | -------- | -------------------- | --- |
| 西武鐵道   | 池袋線       |          |                      | 在1998年3月26日修正至2003年3月12日之間開設。該列車在池袋至練馬之間停靠準急停車站，練馬至石神井公園之間各站停車。在廢除後，列車（包括新列車）的類別幕中還有這個列車類別。 另外，當時間表發生混亂時等情況，池袋線和有樂町線、副都心線的直通班次中止時。為了填充因中止直通運輸而失去的大部分班次（當中練馬至石神井公園之間最為明顯），便會於池袋站開設「區間準急」，於練馬以前行走準急，練馬以後各站停車。 |
| 小田急電鐵 | 小田原線     | 多摩線   | Section Semi Express | 隨著小田原線四線鐵路化工程進行，東北澤站的待避設備需要被撤走。因此從新宿站開始，四線鐵路區間的入口是在梅丘站，為了避免較高等級的列車慢駛，因此把普通列車升級至區間準急。與其他鐵路公司之「區間準急」相異，此「區間準急」的通過運輸區間十分短（快速運輸區間只在四線鐵路之前的新宿至梅丘之間），於新宿站到發的月台、使用車輛，都是與各站停車相同。 在2016年3月時間表修正中被廢除。                        |

#### 快速準急
小田急電鐵在1964年至1972年之間於小田原線開設「快速準急」類別。開設的目的是為了準急在日間時段得到快捷的服務而開設。

#### 準急A、準急B
東武鐵道的伊勢崎線和北陸鐵道的石川線曾經開設準急A和準急B這兩個列車類別，開設的目的是為了區別兩個準急不同的停車站。
在東武鐵道的伊勢崎線中，準急A只於日間於伊勢崎到發，準急B則為直通至東武日光線，於全日均設有班次。在北千住站至北越谷站之間四線鐵路區間中，兩類列車均行走急行線。另外，在東武時間表中，兩類列車均只會名為「準急」，沒有區分準急A或B。
在北陸鐵道中，通過曾谷站的準急列車為準急A，停靠該站的準急為準急B。準急A和準急B設有聯合班次，每30分鐘一班，各自毎小時設有1班。在日間時段，準急A於整個區間行駛，準急B則只行走於野町站至鶴來站之間區間運輸。在1995年（平成7年）3月30日時間表修正中，兩個列車類別統一為準急。

## 准急
在西日本鐵道中，設有一個名為准急（日语：／）的列車類別，相當於其他私鐵的準急。該公司在は1958年4月1日廢除准急前，一直都使用這個「准」字，從未開設「“準”急」班次。

## 日本巴士路線上準急班次
設有以下巴士公司和路線設有準急班次。
- 京王巴士（東京都）：高24系統（日语：京王バス高尾営業所#館ヶ丘線）　高尾站南出口 - 醫療中心（日语：東京医科大学八王子医療センター） - 館中學（日语：八王子市立館小中学校）前 - 穎明館高校（日语：穎明館中学校・高等学校）前 - 館丘團地
- 阪急巴士（日语：阪急バス）（兵庫縣）：川西巴士總站 - 湯山台、櫸樹坂、清和台營業所、日生中央（日语：阪急バス清和台営業所#運行路線）
- 南海巴士（日语：南海バス）（大阪府）：S11系統　住之江公園站前 - 松屋大和川通三丁 - 松屋大和川通 - 匠町（日语：南海バス堺営業所#住之江匠町線）
- 神姬巴士（日语：神姫バス）（兵庫縣）
  - 11系統　新三田站 - 世紀廣場前 - 關西學院前 - 美奈木台（日语：みなぎ台） - 渡瀨
  - 55系統　新三田站 - 世紀廣場前 - 三田西陵高校前 - 關西學院前 - 相野站 - 杜鵑丘北口
- 山電交通（日语：サンデン交通）（山口縣）：下關 - 青海島（日语：サンデン交通#一般）  下關 → 美禰站
- 鹿兒島交通（日语：鹿児島交通）（鹿兒島縣）：鹿兒島 - 加世田（日语：鹿児島交通#主な路線）
- 佐賀市交通局（日语：佐賀市交通局）（佐賀市營巴士，佐賀縣）：佐賀站巴士中心（日语：佐賀駅バスセンター） - 佐賀機場

## 注腳